# Чаурхан
Чаурхан — монгольский военачальник, сподвижник Чингисхана и один из его 95 нойонов-тысячников.  
Согласно «Сокровенному сказанию монголов», Чаурхан происходил из рода урянхай и был младшим братом Джэлмэ и Субэдэя, также соратников Чингиса. Из-за того, что источниках Чаурхан почти всегда упоминается вместе с братьями, некоторые историки (а следом за ними — авторы художественной литературы) иногда ошибочно принимают его и Субэдэя за одного человека. 
Чаурхан и его братья оказались одними из первых, кто присоединился к будущему Чингисхану вскоре после того, как тот решил основать собственный улус. Несколько позже, занявшись распределением обязанностей среди сподвижников, Чингис назначил Чаурхана на должность разведчика. Проявить себя Чаурхан сумел во время войны Чингисхана с племенем кереитов; отправленный к кереитскому правителю Ван-хану рассказать о мнимом предательстве одного из братьев Чингиса, Чаурхан и его напарник Хариудар выведали точное место стоянки кереитов и доложили об увиденном Чингисхану. После разгрома кереитов, а следом за этим — объединения других монгольских племён в Монгольскую империю, за свои заслуги Чаурхан был пожалован в нойоны-тысячники.